# آل الحامدي (لودر)

تعديل مصدري - تعديل

آل الحامدي هي إحدى قرى عزلة زارة بمديرية لودر التابعة لمحافظة أبين، بلغ تعداد سكانها 59 نسمة حسب تعداد اليمن لعام 2004.